# Missió Kepler

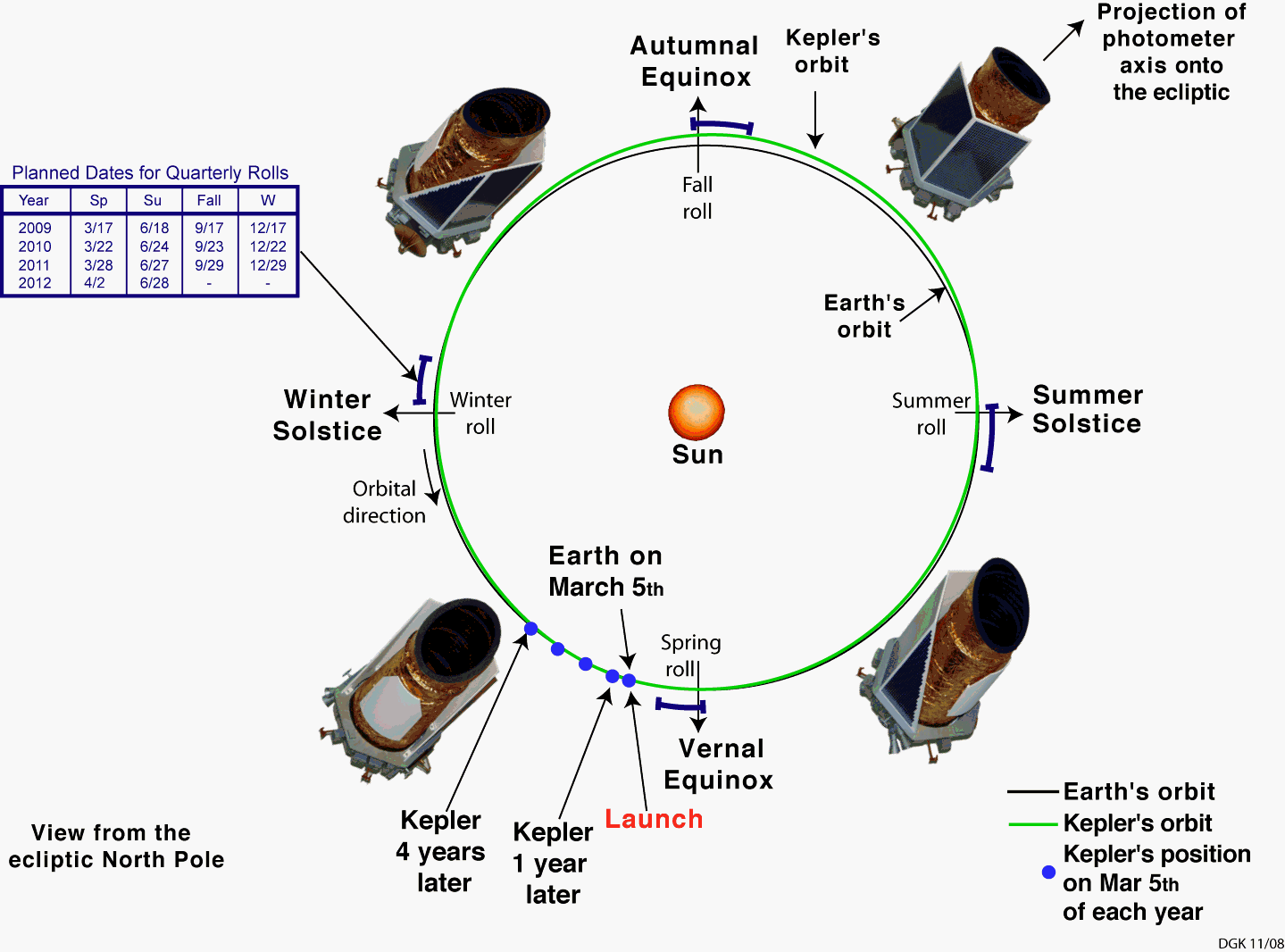
Òrbita de Kepler

La Missió Kepler és un telescopi espacial de la NASA, la desena missió del programa Discovery. Està dissenyada específicament per estudiar una porció de la Via Làctia a les constel·lacions del Cigne i la Lira per descobrir exoplanetes de la grandària de la Terra i determinar en quin seria possible que s'hi pogués desenvolupar vida. La missió es diu així en honor de Johannes Kepler. El llançament va tenir lloc el dia 7 de març de 2009.
L'objectiu de la missió és observar unes 145.000 estrelles des d'un punt fix per detectar trànsits de planetes. Originàriament, la durada de la missió anava a ser de tres anys i mig aproximadament, però més soroll de l'esperat a les dades, tant de la sonda com de les estrelles, va provocar que es necessités més temps per assolir tots els objectius de la missió. Al 2012 la durada de la missió va ser allargada fins al 2016, però el 14 de juliol de 2012 una de les quatre rodes de reacció de la sonda emprades per dirigir-la va deixar de girar. Això volia dir que la missió principal només podria tindre èxit si les altres tres funcionaven perfectament. L'onze de maig de 2013 va fallar una altra de les rodes, cosa que va fer impossible continuar amb la missió principal. Al 2014, la NASA va aprovar la missió K2, de manera que la sonda Kepler pogués detectar planetes habitables al voltant de nanes rojes, més menudes i menys brillants.
Fins al 2017, la missió Kepler ha descobert milers d'exoplanetes.

## Objectius científics

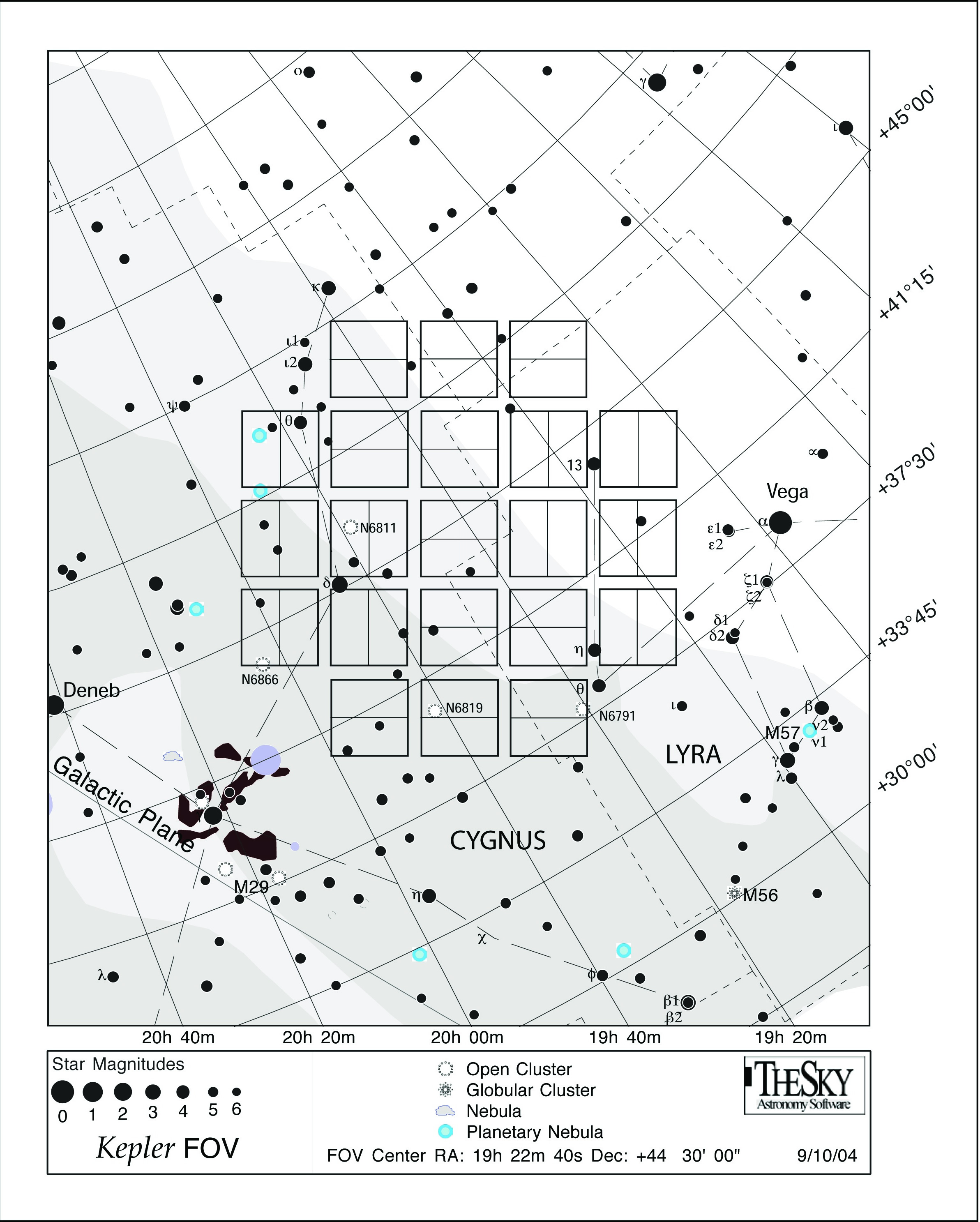
Regió d'exploració de la missió Kepler

La missió Kepler té com a objectius explorar la diversitat de sistemes planetaris que hi ha a la Via Làctia i se centrarà en una petita regió que pot arribar a tenir prop de 100.000 estrelles. Aquest estudi se centrarà en els següents eixos bàsics:
- Determinar l'abundància de planetes de característiques terrestres i a prop de la zona habitable d'una àmplia varietat d'estrelles.
- Determinar la distribució de mides i formes de les òrbites dels planetes.
- Estimar quants planetes hi ha en sistemes d'estrelles múltiples.
- Determinar la varietat de mides d'òrbita i reflectivitat del planeta, mides, masses i densitats dels planetes gegants de període curt.
- Identificar els membres addicionals de cada sistema planetari descobert usant altres tècniques.
- Determinar les propietats de les estrelles que alberguen sistemes planetaris.[1]

La missió Kepler forma part d'un estudi més ampli per trobar planetes on sigui possible l'existència de vida i ajudar les missions Space Interferometry Mission (SIM) i Terrestrial Planet Finder (TPF) a buscar la possibilitat de vida en un espai més reduït del cosmos.

## El mètode de detecció
Quan un planeta interfereix la visió d'un observador de l'estrella sobre la qual orbita, l'esdeveniment es diu un trànsit. Els trànsits dels planetes produeixen un petit canvi en la brillantor d'una estrella d'aproximadament 1/10.000 (100 parts per milió, ppm), amb una durada d'1 a 16 hores. Aquest canvi ha de ser periòdic, si és causat per un planeta. A més, tots els trànsits produïts pel mateix planeta ha de tenir el mateix canvi en la brillantor i durar la mateixa quantitat de temps, proporcionant així un senyal altament repetible i un mètode fiable de detecció.
Un cop detectat, la mida de l'òrbita del planeta es pot calcular a partir del període (el temps que tarda el planeta a fer una òrbita al voltant de l'estrella) i la massa de l'estrella per la tercera llei de Kepler del moviment planetari. La mida del planeta, es troba segons varia la brillantor de l'estrella i la grandària d'aquesta. A partir de la mida orbital i la temperatura de l'estrella, es pot calcular la temperatura característica del planeta. Conèixer la temperatura d'un planeta és la clau per saber si el planeta és habitable (no necessàriament habitat). Només els planetes amb temperatures moderades són habitables per a la vida semblant a la que ens trobem a la Terra.
Per detectar els planetes pel seu trànsit davant la seva estrella principal cal que l'òrbita del planeta no estigui inclinada respecte al pla d'observació, ja que si no el trànsit no és visible. La probabilitat d'alineació és igual al diàmetre de l'estrella dividit pel diàmetre de l'òrbita del planeta, que representa un 0,5% per un planeta d'òrbita semblant a la Terra i estrelles semblants al Sol. Pels planetes gegants aquesta probabilitat és d'un 10%. També s'ha de tenir en compte que en el temps previst de la missió només seran possibles un màxim de 4 trànsits.

### Expectatives
Donades les probabilitats d'èxit s'espera poder observar una quantitat apreciable de planetes:
- Prop de 50 planetes si la majoria són de la mateixa mida que la Terra (R ~ 1.0 VT).
- Prop de 185 planetes si la majoria tenen una mida de R ~ 01/03 VT.
- Prop d'un 12% amb dos o més planetes per sistema.[1]

## Descobriments
Fins al 20 de setembre de 2017, la missió Kepler ha descobert 4.496 possibles exoplanetes, dels quals 2.330 han sigut confirmats. També es va trobar un possible planeta habitable: Kepler-452b. La missió K2 ha detectat 521 possibles exoplanetes, dels quals 140 han sigut confirmats.